# يان راي
يان راي (بالإنجليزية: Ian Rae)‏ (19 يناير 1933 في المملكة المتحدة - 2005) هو لاعب كرة قدم بريطاني في مركزي الظهير والدفاع. شارك مع منتخب اسكتلندا تحت 21 سنة لكرة القدم. أما مع النوادي، فقد لعب مع نادي بريستول سيتي ونادي فالكيرك ونادي ستنهاوسموير.